# Werner Herzog
Werner Herzog (Múnich, 5 de septiembre de 1942) es un director, documentalista, guionista, productor y actor alemán. Sus películas a menudo presentan protagonistas ambiciosos con sueños imposibles, personas con talentos únicos en campos oscuros o individuos que están en conflicto con la naturaleza.
Herzog filmó su primera película en 1961 a la edad de 19 años. Desde entonces ha producido, escrito y dirigido más de sesenta largometrajes y documentales, como Aguirre, la ira de Dios (1972), Herz aus Glas (1976), Nosferatu el vampiro (1979), Fitzcarraldo (1982), Lektionen in Finsternis (1992), Flucht aus Laos (1997), Mi enemigo íntimo (1999), Invencible (2000), Grizzly Man (2005), Encounters at the End of the World (2007), Bad Lieutenant: Port of Call New Orleans (2009) y Cave of Forgotten Dreams (2010). Ha publicado más de una docena de libros y dirigido algunas óperas.
El cineasta francés François Truffaut llamó una vez a Herzog "el director de cine vivo más importante". El crítico de cine estadounidense Roger Ebert afirmó que Herzog "nunca ha creado una sola película comprometida, vergonzosa, hecha por razones pragmáticas o sin interés", añadiendo que "incluso sus fracasos son espectaculares". La revista Time lo nombró una de las 100 personas más influyentes del mundo en el año 2009.

## Biografía
Nació en Múnich como segundo hijo de Dietrich Herzog y Elizabeth Stipetić. Dietrich fue inmediatamente conscripto para el ejército alemán, y la pareja se disolvió. Bajo la custodia de su madre, Werner mantuvo su apellido materno Stipetić hasta que lo cambió por el de su padre, que, "para director de cine, sonaba mucho mejor".
Nacido en el seno de una familia muy pobre, Herzog creció sin radio ni cine, en pleno contacto con la naturaleza, en una granja, alejado del mundo moderno. Según afirma el propio director, no tuvo conocimiento de la existencia del cine hasta los once años, la misma fecha en la que vio por primera vez un coche. A los 17 años hizo su primera llamada telefónica.
A los trece años se trasladó a Múnich para iniciar sus estudios secundarios. Su familia se alojó provisionalmente en una pensión donde, casualmente, se alojaba Klaus Kinski, actor que en un futuro sería clave en su carrera cinematográfica. Kinski no reparó en el joven Herzog de trece años, pero el futuro director sí tuvo desde el principio una imagen del peculiar actor.
Durante su adolescencia, pasó por una etapa de gran fervor religioso, llegando a convertirse al catolicismo, lo que provocó discusiones con sus familiares, ateos convencidos. Por esta época empezó a realizar sus primeros largos viajes a pie. Hacia los quince años atravesó media Europa, desde Múnich hasta Albania. También hizo caminando el viaje que lo llevó a Grecia.
Hacia los 17 años decidió dedicarse al cine. Para pagarse sus películas, trabajó en diversos oficios, que combinaba con sus estudios secundarios y más tarde universitarios. Se matriculó en Historia, Literatura y Teatro en Múnich. Hacia 1960 obtuvo la beca Fulbright para el Seminario de cine de la Universidad de Duquesne, en Pittsburgh (Estados Unidos).
A pesar de participar en seminarios universitarios de cine, Herzog nunca estudió en ninguna escuela ni tampoco trabajó como asistente de ningún director; su formación fue completamente autodidacta. En Estados Unidos combinó de nuevo sus estudios con diversos trabajos, como soldador en una fábrica o aparcacoches, para ganar dinero que luego invertiría en su arte. En 1962, a los veinte años, fundó su productora de cine, Herzogfilmproduktionen. Al año siguiente inició el rodaje de su primer cortometraje, Herakles, para el cual tuvo que trabajar dos años y medio en la cadena de montaje de una fundición de Múnich.
Le seguirían Juego en la arena (1964), Últimas palabras (1967) y La incomparable defensa de la fortaleza Deutschkreutz (1967).
Tras esta primera etapa de formación en el cortometraje realizó su primer largometraje, Lebenszeichen (Señales de vida), subvencionado por el Instituto de Cine alemán, que buscaba promocionar a nuevos cineastas. La película ganó el Premio de Cine Alemán (Deutscher Filmpreis). A partir de aquí Herzog inició una carrera singular, que combinó la filmación de largometrajes, documentales, dirección de ópera, actuación y redacción de guiones. Werner Herzog continúa actualmente activo.
En abril de 2025 anuncian que le conceden en Leon de Oro a la Trayectoria en el Festival de Venecia.

## Obra
Fundador del denominado Nuevo cine alemán junto con otros cineastas como Rainer Werner Fassbinder, Herzog ya en sus primeros cortos, como Herakles o Juego en la arena, dejó clara su preferencia por los antihéroes, personajes de singular personalidad enfrentados a un mundo hostil, para los que la lucha por su supervivencia o por defender sus ideas está siempre abocada al fracaso. Sus personajes se rebelan ante lo absurdo de la vida y su lucha contra esta situación les lleva a la locura, la anulación total o la muerte. Esto quedó plasmado en su primera película, Señales de vida, donde un joven soldado alemán destinado a una isla griega durante la Segunda Guerra Mundial enloquece ante la inutilidad de su misión y la imposibilidad de comunicarse con los habitantes de la isla. Su locura se representa en la visión de un millar de molinos de viento que sólo él puede ver.
En realidad, Herzog no distingue nunca sus películas de ficción y sus documentales. En su obra, ambas vertientes se funden formando una sola. En una entrevista Joe Bini, montador de varios trabajos de Herzog, confirma este ejemplo al señalar que el documental El pequeño Dieter necesita volar es más un trabajo de ficción, mientras que su contraparte ficticia, Rescate al amanecer, es todo lo contrario. El mismo Herzog afirma que Fitzcarraldo es su mejor documental.
En la obra de Herzog se pueden distinguir dos tipos de personajes y temas. Por un lado, personajes megalómanos, rebeldes, supervivientes, a menudo sin escrúpulos, enfrentados a un mundo hostil que les vapulea y que no les perdona su originalidad. Sus empresas e ideas están destinadas al fracaso. Dentro de este apartado se encuentran, por ejemplo, personajes como:
- Lope de Aguirre (protagonista de Aguirre, la cólera de Dios), soldado español que se rebeló contra el rey Felipe II, adentrándose en la selva amazónica en busca de El Dorado.

- Brian Fitzgerald «Fitzcarraldo» (en Fitzcarraldo), el melómano apasionado de la ópera que para montar una representación en medio de la selva es capaz de aventurarse a recolectar caucho para costear su montaje y hacer cruzar su barco de un afluente del Amazonas a otro, subiéndolo por una montaña con ayuda de los indígenas.

- Da Silva (Cobra verde), el tratante de esclavos brasileño establecido en África y que dirige su negocio con mano dura, hasta que distintos enfrentamientos civiles arruinan por completo su próspero negocio, llevándolo a la ruina y a darse cuenta de lo criminal de su actividad.

- El profeta de Corazón de cristal, que al intentar descubrir las propiedades de una misteriosa piedra, lleva a un pueblo a un estado de trance y locura colectivas. Los actores rodaron algunas escenas en estado de hipnosis.

- Hanussen (Invencible), el prestidigitador farsante, sin escrúpulos y manipulador que cree engañar a los nazis para conseguir de ellos establecer un Ministerio de las Ciencias Ocultas hasta que se encuentra con el forzudo judío Zische, representación de la bondad e inocencia, que le lleva a la defenestración absoluta.

- Terence McDonagh (Teniente corrupto), el atormentado, adicto, ludópata y enfermo policía que navega en la noche de una Nueva Orleans recién asolada por el Katrina para esclarecer la muerte de cinco inmigrantes senegaleses. Fue interpretado por Nicolas Cage.

Por otro lado, Herzog retrata también a personajes singulares, como:
- Los enanos (También los enanos empezaron pequeños). Estos enanos maltratados y encerrados en un correccional inician una grotesca rebelión que les lleva a cometer actos de lo más extravagantes.

- Kaspar Hauser (El enigma de Kaspar Hauser). La película se basa en la historia real de este joven alemán, que apareció un día por las calles de Núremberg en 1828. Había pasado la mayor parte de su vida encerrado en un sótano y se desconocía su origen y el modo en el que un día se liberó o fue liberado. Hauser aprendió en cinco años a leer, escribir poesía, andar correctamente, tocar el piano, conversar y a relacionarse con el mundo con solvencia. Un ser que era una página en blanco trasplantado a un mundo decadente, totalmente desconocido para él. Herzog hace hincapié en cómo Hauser llevó su particularidad con gran dignidad, mientras que la sociedad burguesa, interesada morbosamente en su caso, era la realmente excéntrica y enfermiza. Su singularidad e inocencia no le fueron perdonadas y falleció asesinado. Nunca se esclareció el móvil del asesinato.

- Woyzeck (Woyzeck), el soldado alemán maltratado por sus superiores hasta la locura. Basada en la obra teatral de Büchner, esta cinta es prácticamente teatro filmado.

- Stroszek (Stroszek), el antiguo reo alemán que emigra a Estados Unidos y es devorado por el sueño americano.

- Nosferatu (Nosferatu: Phantom der Nacht). Revisión de la película de F.W. Murnau, Nosferatu, eine Symphonie des Grauens, el no muerto, cuyo romanticismo decadente e imposible lleva la enfermedad y la muerte al pequeño pueblo donde se instala.

- Zishe Breitbart (Invencible), el inocente y forzudo judío polaco que vive en Berlín justo en el momento en que el nazismo está viviendo su ascensión. Padece visiones y vaticina el Holocausto, lo que le lleva a convencerse de que ha sido elegido por Dios para advertir a su pueblo del grave peligro que se avecina.

Con frecuencia, Herzog se inspira en personajes que existieron realmente, como Aguirre, Fitzcarraldo, Hanussen o Kaspar Hauser, entre otros. En sus documentales, esta premisa también es básica, pues tiene especial interés en presentar personas, grupos de gente o etnias que viven o han vivido situaciones difíciles y que han luchado contra todo tipo de obstáculos para sobrevivir o por alcanzar los objetivos que se habían propuesto.
La música en las películas de Herzog es como un personaje más. Desde sus primeras películas ha colaborado con el grupo Popol Vuh, agrupación de rock progresivo meditativo de su amigo Florian Fricke (a quien conoció durante sus estudios de cine), que le ha confeccionado las bandas sonoras de Aguirre, Fitzcarraldo y Cobra Verde, entre otras. A veces, incluso el propio Herzog ha compuesto algunas piezas para completar la banda sonora de sus películas. Su vinculación con la música le ha llevado a dirigir óperas. Debutó con Lohengrin, de Richard Wagner, para el Festival de Bayreuth. Afirma que la música es el arte que más fácilmente llega al ser humano.
Los paisajes son fundamentales en su obra. Afirma Herzog que más de una de sus películas surgieron de un paisaje, como por ejemplo Signos de vida o Fitzcarraldo. Frecuentemente, las tramas de las películas se encuentran en localizaciones donde la naturaleza es hostil o de una exuberancia sin límites. Esta particularidad se manifiesta tanto en sus largometrajes de ficción como en sus documentales. El esplendor de la naturaleza siempre esconde para Herzog un lado oscuro y frecuentemente maligno para sus antihéroes. Puede decirse que el paisaje es un personaje más de sus historias y tiene un papel fundamental en el desarrollo de la trama.
Aunque huye del cinéma verité, Herzog siempre ha buscado efectos visuales reales en sus filmes. Es decir, no hay efectos especiales. El destartalado barco en que Fitzcarraldo sube por una montaña para pasar de un río a otro, fue realmente transportado e izado por un numeroso grupo de indios, tal y como se ve en la película. Herzog afirma que no busca engañar al espectador: lo que ve es lo que hay[cita requerida]. En Aguirre hizo caminar a los actores por la selva hasta la extenuación para reflejar el verdadero agotamiento que debieron sufrir los conquistadores españoles en su periplo por la selva y el río.
En Rescate al amanecer, el acercamiento de Herzog con Hollywood, el actor Christian Bale, interpretando a Dieter Dengler (piloto real convertido en prisionero de guerra), pasó por un sinnúmero de torturas reales, lo que provocó una fuerte disputa de Herzog con Bale, y más notablemente con los productores de la cinta. Zische, el forzudo judío, está interpretado por Jouko Ahola, quien ganó por cuatro veces el título de El hombre más fuerte del mundo; todas las escenas donde demuestra su fuerza son reales. Para plasmar esto no duda en contar con actores absolutamente amateurs (como Ahola o Bruno S., que interpretó a Kaspar Hauser) o en rodar en los lugares donde sucedieron los hechos que narra la película. En esta búsqueda de realismo, la fusión autor-obra es total. Al igual que sus personajes, que deben luchar contra innumerables contratiempos en empresas casi imposibles, Herzog mismo vive estas situaciones en sus rodajes, que suelen ser particularmente difíciles.
También cabe destacar que en sus películas ambientadas en la selva amazónica o en África hace participar de manera activa a indígenas, que muestran sus costumbres o su idiosincrasia. Suelen tener un papel fundamental, como en el documental "Wings of Hope (Alas de esperanza)" de 1998 sobre la supervivencia de 11 días de una adolescente tras el real accidente aéreo en 1971 del vuelo 508 de LANSA donde un rayo impactó en el avión desplomándose este sobre la selva peruana quedando Juliane Koepcke como única sobreviviente entre 92 pasajeros/tripulantes (incluida su madre), Herzog se siente muy cercano al hecho ya que iba a tomar ese vuelo no pudiendo embarcar en el último momento, de ahí su documental.
Herzog tiene también fama de ser uno de los pocos cineastas en haber filmado en los cinco continentes.

## Críticas
Las obras de Herzog han recibido grandes elogios de la crítica y le han reportado gran popularidad en los circuitos especializados. Al mismo tiempo ha sido sujeto de controversias referidas a los temas y mensajes tratados en sus obras, especialmente referidos a las circunstancias relativas a su creación. Un ejemplo significativo fue Fitzcarraldo, en la que la obsesión, tema central de la película, fue reproducida por el director durante la filmación. Su tratamiento de los temas también ha sido frecuentemente calificada de wagneriana, quizá porque películas como Fitzcarraldo o su película posterior, Invencible (2001), están directamente inspiradas por la ópera o por temáticas operísticas.
No se puede hablar de la filmografía de Herzog sin comentar su tensa y difícil relación con el actor alemán Klaus Kinski. Con él rodó cinco películas, quizá las más emblemáticas de las carreras de ambos (Aguirre, la cólera de Dios, Woyzeck, Nosferatu: Phantom der Nacht, Fitzcarraldo y Cobra Verde). Herzog plasmó esta relación, que a veces llegó al enfrentamiento físico, en el documental Mi enemigo íntimo.

## Filmografía

### Como director

#### Cortometrajes
- Herakles (1962)
- Juego en la arena (1964)
- La incomparable defensa de la fortaleza Deutschkreutz (1967)
- Últimas palabras (1968)
- Medidas contra los fanáticos (1969)
- Nadie quiere jugar conmigo (1976)
- Les Gaulois (1988)
- Pilgrimage (2001)
- Diez mil años, incluido en la película colectiva Ten Minutes Older: The Trumpet (2002)
- La Bohème (2009)

#### Largometrajes
- Señales de vida (1968)
- También los enanos empezaron pequeños (1970)
- Aguirre, la cólera de Dios (1972)
- El enigma de Kaspar Hauser (1974)
- Corazón de cristal (1976)
- Stroszek (1977)
- Nosferatu: Phantom der Nacht (1979)
- La tragedia de Franz Woyzeck (1979)
- Fitzcarraldo (1982)
- Donde sueñan las verdes hormigas (1984)
- Cobra verde (1987)
- Grito de piedra (1991)
- Invencible (2001)
- La salvaje y azul lejanía (2005)
- Rescate al amanecer (2006)
- Teniente corrupto (2009)
- Hijo mío, hijo mío, ¿qué has hecho? (2009)
- Queen of the Desert (2015)
- Salt and Fire (2016)
- Family romance LLC (2019)

#### Documentales
- El país del silencio y la oscuridad (1971)
- Fata Morgana (1971)
- El gran éxtasis del escultor de madera Steiner (1974)
- La Soufrière (1977)
- Retrato de Werner Herzog (1986)
- Ecos de un reino siniestro (1990)
- Lecciones en la oscuridad (1992)
- Las campanas del alma (1993)
- El pequeño Dieter necesita volar (1997)
- Mi enemigo íntimo (1999)
- La rueda del tiempo (2003)
- El diamante blanco (2004)
- Grizzly Man (2005)
- Encuentros en el fin del mundo (2007)
- La cueva de los sueños olvidados (2010)
- Happy People: A Year in the Taiga (2010)
- Ode the dawn of the man (2011)
- Into the Abyss (2011)
- The Killers: Unstaged (2012)
- From one second to the next (2013)
- Lo and Behold, Reveries of the Connected World (2016)
- Into the Inferno (2016)
- Conociendo a Gorbachov (2018)
- Nomad: in the footsteps of Bruce Chatwin (2019)
- Fireball: Visitors from darker worlds (2020)
- Theater of Thought (2022)
- The fire within: a requiem for Katia and Maurice Krafft (2022)

#### Trabajos para la televisión
- Los doctores voladores de África del Este (1969). Documental
- Futuro minusválido (1971). Documental
- Cuanta madera podrá roer una marmota (1976). Documental
- El sermón de Huie (1983). Documental
- God angry man (1983). Documental
- La balada del pequeño soldado (1984). Documental
- Gasherbrum – La montaña luminosa (1985). Documental
- Wodaabe – Los pastores del sol (1989). Documental
- Giovanna d'Arco (1990). Telefilm
- Jag Mandir: El teatro privado excéntrico del maharajá de Udaipur (1991). Documental
- Gesualdo – Muerte para cinco voces (1995). Documental
- The Transformation of the World Into Music (1996). Documental
- Wings of Hope (Alas de esperanza) (1998). Documental
- Dios y la carga o Nuevos mundos – Detrás del horizonte europeo, incluido en 2000 años de cristianismo (2000). Documental
- On Death Row (2012). Miniserie

### Como actor
- Werner Herzog eats his shoe (1980), de Les Blank
- El poder de los sueños (1982), de Les Blank
- Tokyo-Ga (1985), de Wim Wenders
- El poder de un dios (1990), de Peter Fleischmann
- Más allá de los sueños (1998), de Vincent Ward
- Julien Donkey-Boy (1999), de Harmony Korine
- Mi enemigo íntimo (1999), de Werner Herzog
- Incident at Loch Ness (2004), de Zak Penn
- Mister Lonely (2007), de Harmony Korine
- The Boondocks (2010, TV). Se interpreta a sí mismo en el episodio "It's a Black President, Huey Freeman"
- Jack Reacher (2012), de Christopher McQuarrie
- Rick and Morty (2015, TV). Interpreta a Shrimply Pibbles en el episodio "Interdimensional Cable 2: Tempting Fate"
- El Mandaloriano (2019, TV), de Jon Favreau
- Orión y la oscuridad (2023). de Sean Charmatz

### Como productor
- Aguirre, la cólera de Dios (1972)
- Nosferatu: Phantom der Nacht (1979)
- Fitzcarraldo (1982)
- Invencible (2001)
- The Act of Killing (2013)

## Obra escénica

### Ópera
- Doktor Faust (1986, Teatro Comunale de Bolonia)
- Lohengrin (1987, Festival de Bayreuth)
- Giovanna d'Arco (1989, Teatro Comunale de Bolonia)
- La Donna del lago (1992, Teatro de La Scala, Milán)
- El holandés errante (1993, Ópera de París)
- Il Guarany (1993, Ópera de Bonn)
- Norma (1994, Arena de Verona)
- Il Guarany (1996, Washington National Opera)
- Chushingura (1997, Tokyo Opera)
- Tannhäuser (1997-1999 Teatro de la Maestranza; Teatro de San Carlos; Teatro Massimo; Teatro Real)
- Die Zauberflöte (1999, Teatro Bellini, Catania)
- Fidelio (1999, Teatro de La Scala)
- Tannhäuser (2000)
- Giovanna d'Arco (2001, Teatro Carlo Felice, Génova)
- Tannhäuser (2001, Teatro Municipal; Houston Grand Opera)
- Die Zauberflöte (2001, Baltimore Opera)
- El holandés errante (2002, DomStufen Festspiele Erfurt)
- Parsifal (2008, Palacio de las Artes Reina Sofía, Valencia)

### Teatro
- Floresta Amazónica (A Midsummer Night's Dream) (1992, Teatro Joao Caetano)
- Varété (1993, Hebbel Theatre)
- Specialitaeten (1993, Etablissement Ronacher, Viena)

## Premios y distinciones
Premios Óscar
| Año  | Categoría                     | Película                           | Resultado |
| ---- | ----------------------------- | ---------------------------------- | --------- |
| 2009 | Mejor largometraje documental | Encounters at the End of the World | Nominado  |

Premios Globo de Oro
| Año  | Categoría                                             | Película     | Resultado |
| ---- | ----------------------------------------------------- | ------------ | --------- |
| 1982 | Globo de Oro a la mejor película en lengua no inglesa | Fitzcarraldo | Nominado  |

Premios BAFTA
| Año  | Categoría                                     | Película     | Resultado |
| ---- | --------------------------------------------- | ------------ | --------- |
| 1982 | BAFTA a la mejor película de habla no inglesa | Fitzcarraldo | Nominado  |

Premios César
| Año  | Categoría                            | Película                | Resultado |
| ---- | ------------------------------------ | ----------------------- | --------- |
| 1976 | César a la mejor película extranjera | Aguirre, la ira de Dios | Nominado  |

Festival Internacional de Cine de Cannes
| Año  | Categoría                   | Película                         | Resultado |
| ---- | --------------------------- | -------------------------------- | --------- |
| 1975 | Gran Premio del Jurado      | El enigma de Kaspar Hauser       | Ganador   |
| 1975 | Premio del Jurado Ecuménico | El enigma de Kaspar Hauser       | Ganador   |
| 1975 | Premio FIPRESCI             | El enigma de Kaspar Hauser       | Ganador   |
| 1975 | Palma de Oro                | El enigma de Kaspar Hauser       | Nominado  |
| 1979 | Palma de Oro                | Woyzeck                          | Nominado  |
| 1982 | Mejor dirección             | Fitzcarraldo                     | Ganador   |
| 1982 | Palma de Oro                | Fitzcarraldo                     | Nominado  |
| 1984 | Palma de Oro                | Donde sueñan las verdes hormigas | Nominado  |

Festival Internacional de Cine de Venecia
| Año  | Categoría                                          | Película                                 | Resultado |         |
| ---- | -------------------------------------------------- | ---------------------------------------- | --------- | ------- |
| 2005 | Premio FIPRESCI                                    | The Wild Blue Yonder                     | Ganador   |         |
| 2009 | Premio Especial Christopher D. Smithers Foundation | Bad Lieutenant: Port of Call New Orleans | Ganador   |         |
| 2025 | Leon de Oro a la Trayectoria                       | Leon de Oro a la Trayectoria             |           | Ganador |

Festival Internacional de Cine de San Sebastián
| Año  | Categoría   | Película     | Resultado |
| ---- | ----------- | ------------ | --------- |
| 1982 | Premio OCIC | Fitzcarraldo | Ganador   |

Festival Internacional de Cine de Berlín[cita requerida]
| Año  | Categoría                                      | Película       | Resultado |
| ---- | ---------------------------------------------- | -------------- | --------- |
| 1968 | Oso de Plata. Premio extraordinario del jurado | Signos de vida | Ganador   |

Premios Independent Spirit
| Año  | Categoría                              | Película                           | Resultado |
| ---- | -------------------------------------- | ---------------------------------- | --------- |
| 2005 | Independent Spirit al mejor documental | Grizzly Man                        | Nominado  |
| 2008 | Independent Spirit al mejor documental | Encounters at the End of the World | Nominado  |

Premios del Sindicato de Directores
| Año  | Categoría                                                             | Película    | Resultado |
| ---- | --------------------------------------------------------------------- | ----------- | --------- |
| 2005 | Premio del Sindicato de Directores a la mejor dirección de documental | Grizzly Man | Ganador   |

Grizzly Man ganó el Premio Alfred P. Sloan en la edición de 2005 del Festival de Cine de Sundance.